# 三總管之亂
三总管之亂指的是北周大象二年（580年）尉遲迥等北周老臣因不满杨坚夺权而发动的军事行动。

## 背景
大象二年五月十一乙未日（580年6月8日）北周宣帝去世，近臣刘昉、郑译等和杨坚有旧，矫诏引杨坚辅政。杨坚担任右大丞相夺取军政权，架空北周诸王後，怕前朝旧臣叛乱，于5月27日派韦孝宽取代尉迟迥担任相州总管。此举激起尉迟迥的不满，处斩了朝廷的使臣后于六月十二日召集文武士庶誓师造反。当时赵王宇文招已入朝，幼子留在赵国，尉迟迥奉宇文招幼子为主。

## 过程

### 群起响应
尉迟迥权力的地理中心正处于华北平原的心脏，他在那里能够动用惊人的资源，并且在地方强大的氏族中还有一批强有力的潜在的追随者。他们在看到了尉迟迥的号召后，纷纷响应。迥所管相、卫、黎、毛、洺、贝、赵、冀、瀛、沧，尉迟迥侄子尉迟勤所统青、胶、光、莒诸州，一起叛乱，人数达到数十万。
进入七月，叛乱规模越来越大。荥州刺史邵公宇文胄、申州刺史李惠、东楚州刺史费也利进、东潼州刺史曹孝达，各据州以应迥。迥又北结高宝宁以通突厥；南连陈朝，许割江、淮之地。七月二十五日，郧州（今湖北省安陆市）总管司马消难以其管辖的七州叛变投降陈朝。八月七日，益州总管王谦又以其管辖十八州响应尉迟迥。而北周荆、襄、豫境内诸蛮也造反，“焚烧村落，攻略郡县”。
但也有不响应尉迟迥的地方总管。幽州总管于翼拒绝起兵响应尉迟迥，并倒向杨坚，截断了尉迟迥与北部少数民族联系。徐州总管源雄不理尉迟迥号召，并出兵击退陈朝毕义绪、曹孝达等部进攻。毫州总管元景山将宇文胄的使者和书信都交给杨坚，继任总管贺若谊出兵出兵消灭了叛乱的申州刺史李惠，分隔尉迟迥和司马消难所部的联系。利州总管豆卢勣死守本州，挡住王谦北进，为杨坚大军进入四川打开通道。
周明帝长子毕王宇文贤时任雍州牧，主政关中地区，也与五位皇叔祖赵王宇文招、越王宇文盛、陈王宇文纯、代王宇文达、滕王宇文逌合谋铲除杨坚。事泄，杨坚杀宇文贤父子，对五王也更加防范，但为了避免给尉迟迥以口实，暂时没有问五王之罪，还赐他们剑履上殿、入朝不趋的殊礼。

### 讨灭尉迟迥

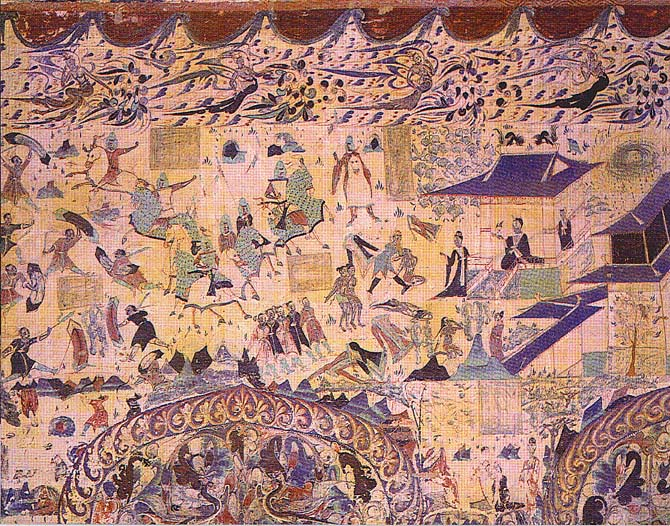
敦煌壁画中的北周士兵作战图

六月十日，朝廷派韦孝宽为行军元帅，讨伐尉迟迥。六月二十六日，任命老将梁睿为益州总管，但王谦在益州叛乱，梁睿于是改任行军元帅讨伐王谦。七月十六日，命令杨素领兵讨伐宇文胄。七月二十五日，派王谊领兵讨伐司马消难，又任命韦世康为绛州总管，保卫关中安全。韦孝宽所部开至武陟（今河南省武陟县），与盘踞武德郡的尉迟迥之子尉迟惇所部十万人隔着沁河对峙。
原本有意响应尉迟迥的怀州刺史李崇因叔父并州总管李穆支持杨坚、受到韦孝宽的限制和兄长元帅长史李询的说服，最终转变立场支持杨坚。行军总管崔彦穆随王谊的军队到荆州后，怀疑荆州总管独孤永业有反叛之心，于是将他收捕后诛杀。
期间杨坚称赵王宇文招、越王宇文盛谋反，杀二人及其诸子。为安抚人心，又以静帝名义封皇弟宇文衍、宇文术为莱王、郢王。
此时，李询秘密启丞相杨坚言：“梁士彦、宇文忻、崔弘度并受尉迟迥饷金，军中慅慅，人情大异。”杨坚感到十分忧虑，与内史上大夫郑译密谋派人取代这三人，李德林反对说：“公与诸将，皆国家贵臣，未相服从，今正以挟令之威控御之耳。前所遣者，疑其乖异，后所遣者，又安知其能尽腹心邪！又，取金之事，虚实难用，今一旦代之，或惧罪逃逸；若加縻絷，则自郧公以下，莫不惊疑。且临敌易将，此燕、赵之所以败也。如愚所见，但遣公一腹心，明于智略，素为诸将所信服者，速至军所，使观其情伪。纵有异意，必不敢动，动亦能制之矣。”坚大悟，说：“公不发此言，几败大事。”乃命少内史崔仲方往监诸军，为之节度。又派高颎前往前线。
高颎至军中，在沁水上搭建桥梁。尉迟惇见阵，在沁河上游纵火筏想用它们烧掉桥，高颎则命人填土以阻火筏。尉迟惇布阵二十余里，想等韦孝宽军半渡而击之；不料，韦孝宽却将军队略作后退，然后鸣鼓齐进。军队一过河，颎命令焚烧桥，以绝士卒后退之心。因此，士兵作战时一往无前，尉迟惇兵大败，单骑逃亡。韦孝宽乘胜进击，追至鄴。
八月十七日，尉迟迥与尉迟惇及尉迟祐，集结十三万部队于邺城南，迥统帅万人，皆着绿巾、锦袄，号“黄龙兵”。尉迟勤统帅士卒五万，自青州增援而来，派三千骑先投入战场。尉迟迥麾下兵皆关中人，作战勇猛，韦孝宽军作战不利只能后退。鄴中士民观战者达数万人，韦孝宽军行军总管宇文忻说：“事急矣！吾当以诡道破之。”于是先射围观民众，围观民众四散逃亡，冲散了尉迟迥军的阵形，又惊叫之声震天动地，场面十分混乱。宇文忻又传令士兵大呼：“贼败矣！”韦孝宽军士气复振，趁着对方大乱猛烈攻击。尉迟迥军大败，退保鄴城，韦孝宽纵兵围之。韦孝宽手下梁士彦所部率先打破北门进城，尉迟迥见大势已去自杀身亡，临死仍然一直大骂杨坚。尉迟迥死后，其子尉遲惇亦被追兵所杀，山东各地叛乱相继被镇压。上大将军、黎州刺史韩明等都因支持尉迟迥而被杀。

### 其余战事
八月二十七日，尉迟迥被杀十天后。叛军郧州总管司马消难连夜南逃，投降南朝。杨素攻克荥州，宇文胄逃亡，被追兵所杀。十月，杨坚杀陈王宇文纯及其诸子；朝廷军的梁睿率领步骑二十万进讨王谦，王谦分命诸将据险而守，梁睿连战连克，势不可挡。又王谦遣其将达奚惎、高阿那肱、乙弗虔等带领十万军进攻利州，掘开江水以灌城。利州城中战士不过二千，总管豆卢勣昼夜督战，成功抵抗四十天；等到梁睿军至，叛军退兵，梁睿军自剑阁入四川，进逼成都。王谦命令手下达奚惎、乙弗虔城守，亲率精兵五万，背城结陈。梁睿军与之作战，叛军战败，达奚惎、乙弗虔打开城门投降。王谦带着麾下三十骑逃往新都，但被新都令王宝捉住。十月二十八日，梁睿斩王谦及高阿那肱，四川平定。至此，叛乱平息，历六十八天。
立国于江陵、依附北周的西梁皇帝梁明帝没有采纳将帅们联合尉迟迥、尽忠北周、席卷山南的建议，采纳了鸿胪卿柳庄的意见，支持杨坚。故杨坚后来取消江陵总管以表信任，给予了西梁更大的自主权，但萧琮继位后，西梁仍被隋朝兼并。

## 评价
《剑桥中国隋唐史》认为杨坚在这次战役有几个有利条件成就了胜利：1.他的关中平原根据地长期以来是远征的跳板，只要他有取得胜利的迹象，他就能得到从北周继承下来的强大的战争机器的效忠；2.他还掌握着统一领导和各个击破分散敌人的优势；何况后者只有地方的追随者，各怀私心异志，缺乏协调的战略。3.杨坚得力于高颎，而他的敌人又缺乏想象力和个人魅力，所以他继续走运。
复旦大学教授韩升认为这次叛乱既得不到官僚阶层的支持，也得不到民众的支持。而且北周经历宣帝的暴政之后，已经失去了过去的号召力和凝聚力，而中原百姓也对新征服者无特殊感情。所以，尉迟迥的失败是无可避免的。
上海大学教授赵剑敏认为杨坚的军事行动镇压了试图挽救北周的势力，然后屠杀北周诸王这个行为彻底消灭了北周政权的政治基础。
一般认为，北周时汉人大量进入军队，至其末期北周的将领更是以汉人占多数；政治实权也转移到汉人手中；杨坚得到这两批汉人文武官员支持是其成功代周的关键。而平镇这次叛乱代表一个时代的结束，不久代王宇文达、滕王宇文逌及其诸子也遇害，在京城的五王全被杨坚铲除，隋朝最终登上历史舞台。

### 引用
1. ↑  《剑桥中国隋唐史》第二章 隋朝 <开国者隋文帝>：“远为严重的是，宇文家族的党羽在北方的许多地方公开进行军事对抗。六月，宇文氏的党羽尉迟迥在原齐国国都邺城公开向其部队首先宣称，他作为宇文氏的亲戚和忠仆，将从有野心的杨坚手中拯救王朝。”
2. ↑  《周书》卷二十一　列传第十三 <尉迟迥>:“今欲与卿等纠合义勇，匡国庇人，进可以享荣名，退可以终臣节。卿等以为何如？”
3. 1 2  《剑桥中国隋唐史》第二章 隋朝 <开国者隋文帝>
4. ↑  《周书》卷二十一 <王谦传>：“以世受国恩，将图匡复，遂举兵。”
5. ↑  《周书》卷八 <静帝纪>
6. ↑  《隋书》卷三十九 <贺若谊>："西遏司马消难，东拒尉迥。"
7. ↑  《隋书》卷三十九 <豆卢勣>："高祖为丞相，益州总管王谦作乱。勣婴城固守，谦遣其将达奚念、高阿那肱、乙弗虔等众十万攻之，起土山，凿城为七十余穴，堰江水以灌之。勣时战士不过二千，昼夜相拒。经四旬，势渐迫。勣于是出奇兵击之，斩数千级，降二千人。梁睿军且至，贼因而解去。"
8. ↑  《资治通鉴》卷一百七十四：“尉迟迥遣其子魏安公惇帅众十万入武德，军于沁东。会沁水涨，孝宽与迥隔水相持不进。”
9. ↑  《资治通鉴》卷一百七十四
10. ↑  《资治通鉴》卷一百七十四：“韦孝宽分兵讨关东叛者，悉平之。”
11. ↑  《隋文帝传》，第四章 政变建隋 <平定三方> 105页，人民出版社，1998年
12. ↑  赵剑敏《细说隋唐》 一 再现大一统
13. ↑  傅乐成《中国通史 隋唐五代史》隋的建立与统一，第八页，九州出版社，2009年
14. ↑  江增庆《中国通史纲要》第四篇 隋至明朝,第244页

### 书籍
- ［唐］魏徵《隋书》<列传第十三 杨素弟约 从父文思> <卷三十九 列传第四 豆卢勣传> <卷一 帝纪第一 高祖上> <卷三十九 列传第四 贺若谊>
- ［北宋］司马光《资治通鉴》<卷一百七十四>
- ［唐］令狐德棻《周书》<卷八 帝纪第八 静帝纪> <卷二十一 列传第十三 王谦传> <卷二十一 列传第十三 尉迟迥传>
- 韩升. . 人民出版社. 1998年. ISBN 7010028176 （中文（简体））.
- 崔瑞德等. . 中国社会科学出版社. 1990年. ISBN 7500405618 （中文（简体））.
- 江增庆. .
- 傅乐成. . 九州出版社. 2009年. ISBN 9787510800603 （中文（简体））.
- 赵剑敏. . 上海人民出版社. 2019年. ISBN 9787208158016 （中文（简体））.